# Monastère Saint-Élie de Mossoul
Le monastère Saint-Élie de Mossoul était un monastère de l'Église syriaque orthodoxe édifié près de  Mossoul en Irak. Les premières phases de sa construction remontant entre 582 et 590, cet édifice chrétien est considéré comme étant le plus ancien du pays. Le monument a été détruit par l'État islamique en 2014.

## Historique

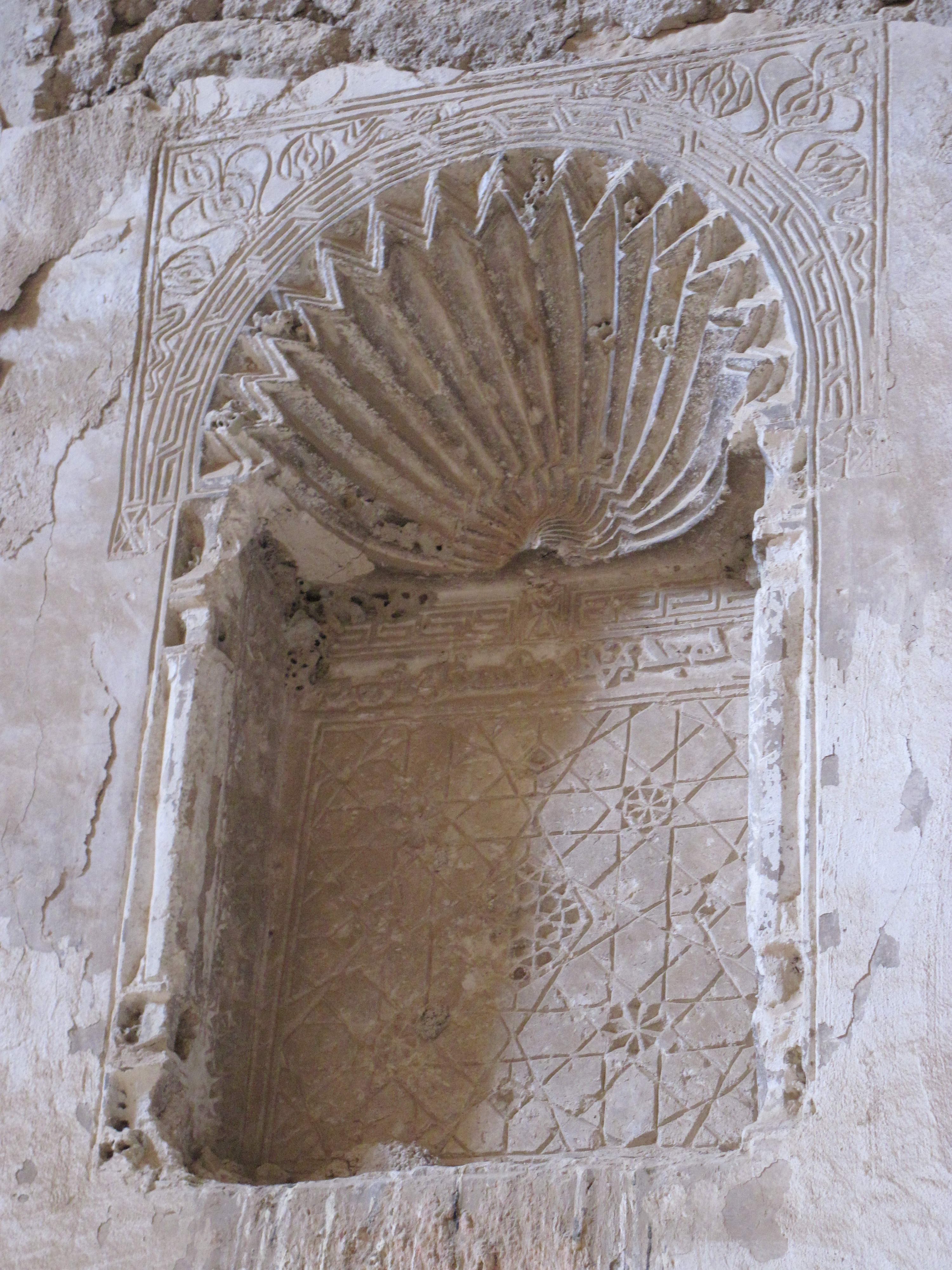
Niche sculptée.

Le monastère a été bâti entre 582 et 590 par Mar Elia, un moine nestorien qui avait étudié à Al-Hira et plus tard dans le grand monastère du mont Izla, aujourd'hui en Turquie. Le principal sanctuaire du monastère a été construit au XIe siècle. Il a été rénové par Hurmizd Alqushnaya au XVIIe siècle.
Le monastère a été pendant des siècles le foyer principal de la communauté chrétienne de la plaine de Ninive ; les chrétiens venaient par milliers visiter le monastère lors de la fête patronale de saint Élie (Mar Elia) qui se tenait le dernier mercredi de novembre.
En 1743, le chah de Perse, Nâdir Châh, ruina le monastère et tua les quelque 150 moines qui y vivaient et avaient refusé de se convertir à l'islam. Au XVIIIe siècle, de 1790 à 1798, il fut utilisé par l'Église catholique chaldéenne, avant de retourner à l'Église syriaque orthodoxe. Le monastère demeura en ruines jusqu'au début du XXe siècle, où quelques travaux de restauration furent réalisés et les pèlerins chrétiens revinrent visiter les ruines,. 
Dans les années 1970, le monastère devint une base de la Garde républicaine irakienne. Il fut partiellement restauré en 1986 pour assurer la couverture de quelques salles importantes. Le monastère fut de nouveau endommagé pendant la présence militaire américaine (de 2003 à 2011).
En juin 2014, la région de Mossoul est occupée par les troupes de l'État islamique qui rasent le monastère entre le 27 août et le 28 septembre 2014.